# Кашпур, Владимир Терентьевич
Влади́мир Тере́нтьевич Ка́шпур (26 октября 1926, с. Северка, Сибирский край — 17 октября 2009, Москва) — советский и российский актёр театра и кино. Народный артист РСФСР (1986). Член КПСС с 1964 года.

## Биография
Родился 26 октября 1926 года в селе Северка Сибирского края (ныне Ключевского района Алтайского края).
В 1943 году в возрасте 17 лет был зачислен в Харьковское военно-авиационное училище штурманов, базирующееся в Красноярске. Учёба проходила во время войны. Награждён медалями «За победу над Германией в Великой Отечественной войне 1941—1945 гг.», «30 лет Советской Армии и Флота» и другими юбилейными наградами. Позже из-за проблем с сердцем перевелся в диспетчеры. До июля 1950 года проходил службу в должности штурмана авиации и диспетчера авиакорпуса.
После увольнения уехал в город Владимир. В 1951 году Кашпур связал свою жизнь с искусством, став декоратором, а затем актёром Владимирского областного театра. В 1959 году окончил Школу-студию МХАТ (курс Виктора Станицына) и стал актёром театра «Современник».
В 1961 году перешёл во МХАТ. После раздела МХАТа в 1987 году остался с Олегом Ефремовым в театре, получившем название МХТ имени А. П. Чехова, где играл до последних дней жизни.
С женой, главврачом роддома Людмилой Григорьевной Королевой (1923—1995), он прожил в браке 40 лет. В семье родился сын Алексей, а потом появился и внук Святослав.
Единственное интервью дал в 1999 году, но опубликовано оно было лишь после смерти Владимира Терентьевича 10 лет спустя (вероятно, по его собственной просьбе).
Скончался на 83-м году жизни 17 октября 2009 года в Москве. Прощание с актёром состоялось в МХТ им. Чехова 20 октября 2009 года. После гражданской панихиды и отпевания в храме Воскресения Словущего Владимир Кашпур был похоронен на Долгопрудненском кладбище (южная территория, участок Н78).

## Творчество

### Роли в театре
(Некоторые из десятков ролей, сыгранных в МХТ)
- 1961 — «Три толстяка» Ю. Олеши — мрачный гвардеец
- 1963 — «Кремлёвские куранты» Н. Ф. Погодина — Казанок
- 1963 — «Бронепоезд 14-69» Вс. Иванова — Пеклеванов
- 1964 — «Я вижу солнце» Н. Думбадзе — учитель
- 1965 — «Шестое июля» М. Шатрова — Александрович
- 1966 — «Тяжкое обвинение» Л. Р. Шейнина — Иван Капитонович
- 1970 — «Враги» М. Горького — Конь
- 1971 — «Дульсинея Тобосская» А. Володина. Постановка О. Ефремова — Санчо Панса
- 1972 — «Сталевары» Г. Бокарева. Постановка О. Ефремова — Ван Ваныч
- 1975 — «Заседание парткома» по пьесе А. Гельмана «Протокол одного заседания». Постановка О. Ефремова — Зюбин (в 1976 году играл Потапова)
- 1978 — «Старый Новый год» М. Рощина. Постановка О. Ефремова[10] — Вася
- 1979 — «Утиная охота» А. В. Вампилова — Саяпин
- 1982 — «Вагончик» Н. Павловой. Постановка К. Гинкаса[11] — судья
- 1984 — «Господа Головлёвы» по роману М. Е. Салтыкова-Щедрина. Постановка Л. Додина — батюшка
- 1988 — «Кабала святош» М. А. Булгакова. Постановка А. Шапиро — Маркиз де Шаррон (архиепископ)
- 1991 — «Олень и шалашовка» А. И. Солженицына. Постановка О. Ефремова[12] — Брылов
- 1991 — «Суперфляй» — Зворыкин
- 1994 — «Борис Годунов» — Пимен
- 1994 — «Новый американец» А. Марьямова по произведениям Сергея Довлатова — Михаил Иванович
- 1995 — «Маскарад» М. Ю. Лермонтова — Шприх
- 1996 — «Гроза» А. Н. Островского — Шапкин
- 1996 — «Преступление и наказание» по роману Ф. М. Достоевского — Мармеладов
- 1997 — «Женитьба» Н. В. Гоголя — Жевакин
- 1999 — «И свет во тьме светит» Л. Н. Толстого. Постановка В. Долгачёва — столяр[13]
- 2001 — «Кабала святош» М. А. Булгакова — Справедливый Сапожник
- 2003 — «Обломов» И. А. Гончарова — Захар
- 2004 — «Белая гвардия» М. А. Булгакова — Фёдор
- 2004 — «Вишнёвый сад» А. П. Чехова — Фирс

### Роли в кино
1. 1958 — Юность наших отцов — перепуганный партизан в трясине (нет в титрах)
2. 1959 — Василий Суриков — юродивый
3. 1959 — Баллада о солдате — рябой солдат
4. 1960 — Прыжок на заре — старшина Елистратов
5. 1961 — В трудный час — Кузьма Кройков
6. 1961 — Две жизни
7. 1961 — Приключения Кроша — Зуев
8. 1961 — Коллеги — Сергей Егоров
9. 1962 — Третий тайм — пленный футболист, участник "матча смерти" Кирилл
10. 1963 — Коротко лето в горах — Бимбиреков
11. 1965 — Перекличка — Виктор Ружин
12. 1965 — Авария — Паначук
13. 1965 — Время, вперёд! — Ханумов
14. 1966 — Восточный коридор — Константин
15. 1967 — Путь в «Сатурн» — Бударин
16. 1967 — Конец «Сатурна» — Бударин
17. 1967 — Житие и вознесение Юрася Братчика — татарский воин
18. 1968 — Гроза над Белой — Веселков
19. 1968 — В огне брода нет — Николай
20. 1968 — Наши знакомые — Ярофеич
21. 1968 — Источник — Савелий
22. 1970 — Суровые километры — Косяков
23. 1970 — Море в огне — Потапов
24. 1970 — Мир хижинам — война дворцам — Василий Боженко
25. 1970 — Поезд в завтрашний день — Полупарниев
26. 1970 — Случай с Полыниным — начальник патруля
27. 1970 — Несознательный (в киноальманахе «Фитиль» № 98)
28. 1971 — Освобождение — солдат с «мокроступами»
29. 1971 — Расскажи мне о себе
30. 1972 — Командир счастливой «Щуки» — боцман
31. 1972 — Весёлые Жабокричи — солдат Петро
32. 1973—1974 — Высокое звание — Седых
33. 1973 — Товарищ генерал — начальник разведки
34. 1973 — Каждый день жизни — Толя
35. 1973 — Любить человека — прораб
36. 1974 — Одиножды один — Кузьма
37. 1974 — Моя судьба — Герман Ковалев, чекист
38. 1974 — Каждый день жизни
39. 1975 — Память — Семён
40. 1976 — Дни хирурга Мишкина — следователь
41. 1976 — Единственная дорога (совместно с Югославией) — Таиров
42. 1976 — Марк Твен против… — панорамщик
43. 1976 — Легенда о Тиле — посланец
44. 1976 — Сказ про то, как царь Пётр арапа женил — корабельный плотник
45. 1977 — Заседание парткома (фильм-спектакль)
46. 1977 — Красный чернозём
47. 1977 — Поединок в тайге — Дымков
48. 1978 — Завьяловские чудики — Тимофей
49. 1978 — Близкая даль — Велехов
50. 1978 — Игроки
51. 1978 — Мальчишки — мичман
52. 1979 — Таёжная повесть — Корягин
53. 1979 — Смотрины — Вакула
54. 1979 — Поездка через город — Александров
55. 1980 — В начале славных дел — Овдоким
56. 1980 — Чёрная курица, или Подземные жители — Кобылкин
57. 1980 — Юность Петра — Овдоким
58. 1980 — Мятеж (телеспектакль)
59. 1982 — Россия молодая — Кочнев
60. 1982 — Надежда и опора — Лучков
61. 1982 — Печники — Михаил Мартынович, плотник
62. 1983 — Раннее, раннее утро… — Петрович
63. 1984 — Нам не дано предугадать — председатель исполкома
64. 1984 — Парад планет — завхоз Дома престарелых
65. 1984 — Лев Толстой (совместно с Чехословакией) — мужик
66. 1984 — Первая конная — Сучков
67. 1985 — Батальоны просят огня — майор Бульбанюк
68. 1985 — Тихие воды глубоки — Лабуня
69. 1985 — Встреча перед разлукой — Степан Акимыч
70. 1985 — Полевая гвардия Мозжухина — Лошкарёв
71. 1985 — Дороги Анны Фирлинг — крестьянин
72. 1985 — Однажды в гостинице (короткометражный) — энергичный
73. 1986 — Первоцвет — сторож церкви
74. 1986 — Первый парень — Фомин
75. 1987 — Везучий человек — Макаров
76. 1987 — Импровизация на тему биографии
77. 1987 — Холодное лето пятьдесят третьего… — капитан рейда Фадеич
78. 1988 — Гулящие люди
79. 1988 — Новые приключения янки при дворе короля Артура — работорговец
80. 1988 — Без мундира — Траков
81. 1989 — Оно — Байбаков
82. 1990 — По 206-й — председатель колхоза
83. 1990 — Такси-блюз (совместно с Францией) — пенсионер Нечипоренко
84. 1991 — Летучий голландец — Захаркин
85. 1991 — Арифметика убийства — Равиль
86. 1991 — За последней чертой — Николай Фомич
87. 1992 — Белые одежды (Белоруссия) — Цвях
88. 1992 — Маленький гигант большого секса — начальник 1-го отдела
89. 1993 — Про бизнесмена Фому — Лука Совков
90. 1993 — Кара
91. 1993 — Трамвай удачи (короткометражный, Украина)
92. 1993 — Операция «Люцифер»
93. 1993 — Территория
94. 1994 — Мастер и Маргарита — Андрей Фокич Соков, заведующий буфетом в Варьете
95. 1994 — Уснувший пассажир — старый рецидивист-медвежатник Серганов по кличке «Серый»
96. 1994 — Зона ЛЮБЭ — пожилой осужденный в ИТК
97. 1994 — Воровка — Алкоголик-слушатель в суде
98. 1995 — Волчья кровь — Шкарупа
99. 1995 — Роковые яйца (совместно с Чехией)
100. 1996 — Старые песни о главном 2 — старшина санитарной роты в годы Великой Отечественной войны
101. 1997 — Не валяй дурака… — генерал ФСБ
102. 1998 — Чехов и Ко — Пётр Петрович Стрижин
103. 1998 — Сочинение ко Дню Победы — Степанюк
104. 2000 — Свадьба (совместно с Францией, Италией, Германией) — дед Крапивин
105. 2000 — Новый год в ноябре — отец Кати
106. 2001 — Сыщики (серия «Знак Иуды») — комендант общежития
107. 2001 — Ростов-Папа
108. 2001 — Нина
109. 2002 — Олигарх (совместно с Францией) — капитан корабля
110. 2002 — Шукшинские рассказы (новелла «Другая жизнь») — тесть
111. 2003 — Жизнь забавами полна — Василий Ефимович, отец Ларисы
112. 2004 — Штрафбат — Зимянин, председатель во Млынове
113. 2005 — Голова классика — Митрофан Иванович
114. 2006 — Сволочи — «Тяпа» / Валентин Петрович Тяпкин

## Признание и награды
- Заслуженный артист РСФСР (6.04.1976)
- Народный артист РСФСР (19.02.1986)
- Орден «За заслуги перед Отечеством» III степени (26 октября 2006 года) — за выдающиеся заслуги в развитии отечественного театрального и кинематографического искусства, многолетнюю творческую деятельность
- Орден «За заслуги перед Отечеством» IV степени (30.09.2002)
- Орден Почёта (23.10.1998, в связи со 100-летием МХАТа)[14]
- Государственная премия Российской Федерации (2000)